# Hidra
Hidra is een eiland en een voormalige gemeente in het zuiden van Noorwegen. Het was het grootste eiland van de voormalige provincie Vest-Agder. De gemeente werd gesticht in 1893 en werd in 1965 bij Flekkefjord gevoegd.
Op het eiland liggen de dorpen Kirkehavn, met de parochiekerk van het eiland, en het vissersplaatsje Rasvåg. In de jaren 2007-2010 is onderzocht of het eiland met een tunnel verbonden kon worden met het vaste land. Het project is wegens de te hoge kosten niet doorgezet.